# Signé Furax (feuilleton radiophonique)
Pour les articles homonymes, voir Signé Furax.

Signé Furax est un feuilleton radiophonique français en cinq saisons, composé en tout de 1 034 épisodes d’une durée maximale de dix minutes chacun. Le feuilleton a été diffusé de 1951 à 1952 sur la chaîne parisienne de la RTF, puis de 1956 à 1960 sur les ondes d’Europe 1. Il a été créé par Pierre Dac et Francis Blanche et réalisé par Pierre-Arnaud de Chassy-Poulay. Europe no 1 rediffuse chaque jour un certain nombre d'épisodes de ce feuilleton entre, approximativement, septembre-octobre 1968 et juin 1969.
L'intérêt de Signé Furax vient de ce que l'œuvre ressortit tout autant au roman populaire, à l'aventure à suspense, voire à la science-fiction, qu'à la parodie de genre et à l'humour langagier (calembours, contrepèteries et allusions grivoises). À cela s'ajoute enfin une fantaisie constante et un univers empreint d'invention poétique.

## Argument
Cette œuvre met en scène les détectives Black et White dans leur lutte contre les agissements d'un génie du mal, le redoutable criminel Edmond Furax, ainsi que ceux d'une organisation obscure, dont les membres sont appelés les « Babus ».

## Auteurs

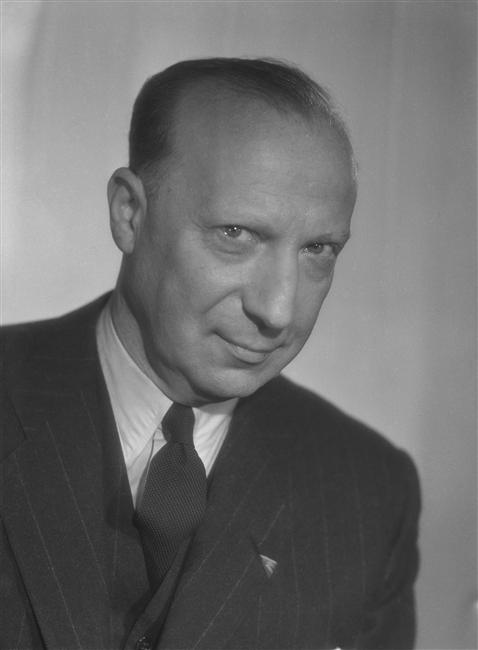
Pierre Dac en 1947.

### Écriture
Les scénarios et dialogues sont dus à Pierre Dac (1893-1975) et Francis Blanche (1921-1974).
Jacques Pessis a décrit la méthode de travail des deux auteurs :

« Les grandes lignes de l'histoire ont été tracées dès le départ, mais les dialogues sont écrits à la petite semaine, selon un rituel bien établi. Chaque jeudi, Francis Blanche se rend au domicile de Pierre Dac qui, traditionnellement, choisit, ce jour-là, de ne pas se raser. En deux heures et pas mal de fous rires, ils déterminent le synopsis des épisodes à venir, puis s'en partagent l'écriture. Pierre trace les grandes lignes de l'action, développe les idées, puis se déchaîne dans la folie et l'absurde. Francis se réserve le fignolage de l'intrigue, les coupes nécessaires et quelques gags complémentaires.
Leurs méthodes de travail sont très différentes. Le vendredi matin, Pierre s'installe à son bureau et, d'une belle écriture ronde, commence à rédiger quelques dizaines de pages. Le lundi, Francis récupère la copie. Il attend toutefois la nuit qui précède l'enregistrement pour se mettre à l'ouvrage. A sept heures du matin, il arrive au studio, avec un texte tapé par sa mère. La veille, avec Pierre-Arnaud de Chassy-Poulay, le metteur en ondes du feuilleton, il a sélectionné, à la discothèque de la radio, les musiques d'accompagnement les plus insolites. »

### Équipe de production

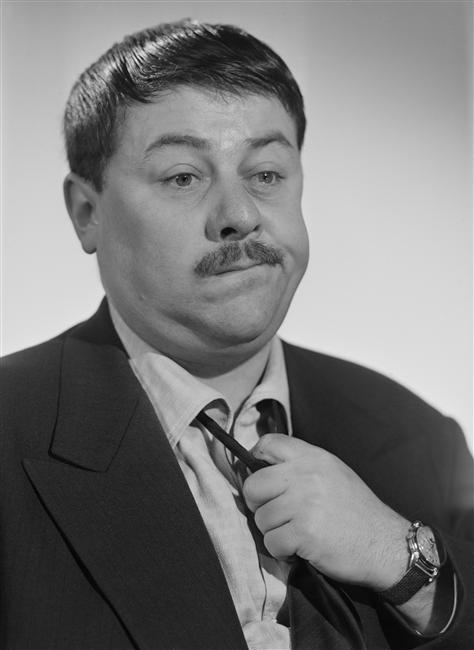
Francis Blanche en 1950.

- Réalisation : Pierre Arnaud de Chassy-Poulay.
- Assistants : Jean Huneau, Pierre Mimile, Pierre le Tailleur.
- Assistant-monteur : Jean Mulard.
- Son : Richard Thomas.
- Bruitages : Robert Franz.

## Genèse
Le feuilleton est créé pendant l’été 1951 par Pierre Dac et Francis Blanche réunis dans la maison de vacances que ce dernier possédait à Èze dans l’arrière-pays niçois. Les deux compères venaient de triompher dans Sans issue, une revue présentée à plus de 600 reprises au théâtre des Trois-Baudets dirigé par Jacques Canetti. Francis Blanche, grand amateur de roman populaire, a l'idée de réaliser pour la radio « du Fantômas à la sauce loufoque », le loufoque étant cette forme d'humour pratiquée par Pierre Dac (auto-proclamé « roi des loufoques ») et diffusée dans sa revue l'Os à Moelle. L'idée du nom de Furax viendrait de Dac. De cette collaboration naquit Malheur aux barbus diffusé dès la rentrée suivante sur les ondes de la RTF. À l'origine, c’est Serge Reggiani, alors au faîte de sa gloire, qui est pressenti pour prêter sa voix à Furax mais, l'acteur étant trop pris ou trop cher, son rôle est finalement confié au jeune Jean-Marie Amato. Le feuilleton s'achève en juin 1952 et n'est pas renouvelé par les responsables de la chaîne.
Cependant, quatre ans plus tard, en 1956, Pierre Dac et Francis Blanche sont contactés par Lucien Morisse, directeur artistique d’Europe no 1, station créée en 1955 et dirigée par Louis Merlin. Lucien Morisse leur propose de créer un feuilleton pour la rentrée. C'est ainsi qu'est conçu un nouveau feuilleton reprenant les personnages principaux de Malheur aux barbus, sous le nom générique de Signé Furax. Quelques modifications sont apportées aux personnages : ainsi, le professeur Merry Christmas devient professeur Hardy-Petit, le journaliste Fred Transport disparaît, cédant sa place à l’électronicien Théo Courant dans le cœur de Carole, la fille du professeur.
C'est aussi une entreprise familiale pour Francis Blanche, où apparaissent son père Louis Blanche (le professeur Hardy-Petit), son épouse Édith Fontaine (Carole Hardy-Petit et Justine Fiotte), son beau-frère Claude Grégory, sévère directeur littéraire à la ville comme « conseiller criminel » de certaines productions. De même son fils Jean-Marie Blanche apparait dans de nombreux épisodes.

## Aventures

### Les cinq saisons
- Malheur aux barbus[7], 213 épisodes diffusés quotidiennement du 15 octobre 1951 au 19 juin 1952, à 13 h 10, sur la chaîne parisienne de la RTF. 
Le feuilleton raconte le mystérieux enlèvement de tous les barbus de la Terre par un aventurier sans scrupule : Edmond Furax. Les détectives Black et White se lancent à sa poursuite, aidés par le journaliste Fred Transport, Carole Christmas, et le professeur Merry Christmas titulaire de la chaire de barbologie analytique à l’université de la Sorbonne. On rencontre aussi le commissaire Socrate, de la police judiciaire, ainsi qu’Asti Spumante, tueur à gages napolitain. La quête des deux détectives les conduira à travers le monde, au Sama Kutra et même dans l’espace, au-delà de l’éther…[8] La bande magnétique ayant servi à enregistrer cet épisode a malheureusement été perdue mais le script est toujours disponible.

- Signé Furax : Le Boudin sacré, 212 épisodes[9] diffusés du 22 octobre 1956 à juin 1957. 
Cette saison, la première répondant au titre générique de « Signé Furax », raconte le vol des grands monuments de France tels l’obélisque de la Concorde, le Lion de Belfort ou l'arc de triomphe d'Orange, remplacés par des imitations en staff portant la mention « Signé Furax ». Chacun de leur côté, le commissaire Fouvreaux de la DDT (Défense divisionnaire du territoire) et le commissaire Jean-Jacques Socrate de la Police Judiciaire mènent l'enquête. Ils font appel à Black et White, deux détectives privés afin de résoudre le mystère de ces disparitions. Ils se trouvent alors rapidement confrontés à l'ignoble Klakmuf et à son homme de main Grougnache, tous deux membres de la secte des Babus.

- Signé Furax : La Lumière qui éteint, 259 épisodes diffusés du 14 octobre 1957 à juin 1958. 
L'aventure débute quand Asti Spumante vient tirer ses amis Black et White de leurs vacances bien méritées. Terrorisé, il vient de découvrir que le criminel Edmond Furax fait à nouveau des siennes. Effectivement, quelque temps après, la centrale hydraulique de Morzy-les-Gaillardes nouvellement inaugurée répand dans les foyers une étrange lumière bleue qui éteint les volontés des habitants des environs, faisant ainsi de celui qui la possède le maître du monde. Cette lumière bleue, invention du professeur Grégory Moshmosh, est tombée entre les mains de Furax désormais allié aux Babus pour conquérir la Terre. Pour parvenir à ses fins, il enlève les plus grands savants, tels les professeurs Hardy-Petit et Costecalde. Face à cette menace, Black et White, secondés par le commissaire Socrate et leurs amis, entament un combat sans merci.

- Signé Furax : Le Gruyère qui tue[10], 224 épisodes diffusés d’octobre 1958 à juin 1959. 
Des extraterrestres, connus sous le nom de Gzbrhs, venus d'une base sur la Lune, envahissent la Terre dans le but de coloniser le monde en prenant place dans la tête de tous les gens ayant consommé le « gruyère qui tue ». Ceux-ci se reconnaissent au fait qu'ils disent toujours « indibutablement » au lieu de « indubitablement ». Furax (dont la compagne, l'aventurière Malvina, fut l'une des premières victimes du gruyère qui tue), Black, White et tous les autres vont essayer de déjouer cette machination extraterrestre.

- Le Fils de Furax, diffusé d’octobre 1959 au 29 juin 1960. 
Furax, dorénavant pourvu d'un fils, songe à son éducation et entend en faire son digne successeur. Mais un mystérieux héros, l'Ange Mauve, se dresse sur sa route et contrecarre systématiquement ses plans… De leur côté, les Babus ne sont pas en reste : ils prévoient toujours de modifier l'histoire à leur avantage, d'abord en changeant l'issue de la guerre de Troie, puis en profitant du Directoire pour envahir le Canada. Tour à tour ennemi et associé de Klakmuff, Furax se lance à nouveau dans la bataille avec Socrate, Asti, Black (White, parti au Filékistan, fera une apparition-éclair) et tous les autres… et surtout son fils Alexis.

### Aventures hors-série
Les Fabuleux Méfaits de Furax : cinq épisodes d'environ trente minutes vendus par correspondance en cinq lots de deux disques microsillons 45 t., aux éditions du Cap :
- Menace sur Tancarville[11]
- La Navrante Comédie des proverbes[12]
- Trafic de larmes[13]
- L'Enlèvement du Père Noël[14]
- Alerte aux homards[15] (il s’agit de la transposition de l’épisode « L’Attaque des araignées géantes », issu de la Lumière qui éteint)

Chaque méfait est introduit par une complainte interprétée par Francis Blanche, en référence à la Complainte de Fantômas écrite par Robert Desnos pour Radio-Paris en 1933.
Les cinq épisodes hors-série ont été réédités en 2005 en un coffret de deux disques compacts audio, le premier réunissant trois épisodes, le second groupant deux épisodes.

## Univers
L'orthographe des noms propres de Signé Furax a été établie d'après les titres des épisodes figurant dans l'édition en CD d'EPM et d'après les bandes dessinées de France-Soir.

### Personnages principaux
- Edmond Furax (Jean-Marie Amato) : dangereux criminel mégalomane qui sème la terreur par ses forfaits. Il est très charismatique et a des dons d'hypnose, il peut en outre changer aisément d'identité et se déguiser. Sa réplique fétiche : « Et c'est pour ça que tu m'aimes, Malvina. » Alias : Alphonse Fouvreaux, directeur de la DDT, alias Carnajoux, alias Sâr Xaruf, alias Edmond Xaruf, alias Casfur, alias Edmond de Favut-Ravax, alias le mage Gusby, alias Ringzebel, alias Sir Nobodynoze. C'est le descendant du chevalier de Furasque, seigneur de Tancarville.
- Malvina Carnajoux (Jeanne Dorival) : c'est la maîtresse de Furax. Sa loyauté n'a d'égal que l'amour qu'elle voue à celui qu'elle surnomme affectueusement « Fufu ». Pour lui, elle est capable de tuer. Alias Tante Malvina Carnajoux, alias Valmani, alias Comtesse Rondibesco.
- Black et White (Pierre Dac et Francis Blanche) : couple de détectives privés sympathiques et maladroits. Ce sont leurs enquêtes qui servent de fil conducteur à l'intrigue. Ils sont respectivement âgés de 37 et 40 ans.
- Alexis : fils de Furax et de Malvina, aussi appelé Alexandre.
- Black  : ancien berger en Arcadie, contrôleur de wagons-lits dans l'île d'Ouessant, capitaine de frégate en Birmanie, lieutenant de louveterie en Birmanie, alias Jolipif, alias Etienne Goudoune.
- White : alias Grosbide, alias Marcel Goudoune.
- Asti Spumante (Jean-Marie Amato) : ancien assistant du professeur Christmas qui l'a recueilli enfant sur les flancs du Vésuve et initié à la chimie. Ancien tueur à gages napolitain devenu, sous le pseudonyme du signor Canelloni, propriétaire d’une pizzeria à Tanger, située en face du bar de la Grimace. Vénal et pusillanime, il assiste tant bien que mal Black et White dans leurs enquêtes sous différents alias : Poupoute, Laetitia Minestrone, Pilaf Gustafsen, Allegro Manontroppo, Abonessian, Cannelonni, Moscato Minestrone, Amerigo Fettuccini, ramoneur de volcans.
- Jean-Jacques Socrate (Maurice Biraud) :  ancien élève de l'école d'horticulture, officier de réserve fumeur mais non buveur, commissaire à la P.J. puis directeur de la DDT (Défense Divisionnaire du Territoire). Pour un temps, Furax fera de lui un zombie à ses ordres. Présent depuis Malheur aux barbus.
- Justine Fiotte (Édith Fontaine, épouse de Francis Blanche) : fidèle secrétaire du directeur de la DDT (Défense Divisionnaire du Territoire), d'abord Fouvreaux, puis Socrate. Type de la vieille fille un peu fleur bleue, sa candeur n'empêche toutefois pas quelques traits de génie. Elle sera fiancée à un certain César Costecalde dans le troisième épisode. Signe particulier : un cheveu sur la langue.
- Maurice Champot dit Maurice la Grammaire (Maurice Biraud) : personnage énigmatique, descendant de Champollion, il est le distingué patron du bar de la Grimace à Tanger. Il accompagne Black et White dans la plupart de leurs enquêtes. Alias Momo, alias le Grand Babu. enlevé et hypnotisé à l'âge de 14 ans par les membres du Grand Conseil.
- Léon Klakmuf (Claude Dasset) : sorte de super-vilain à l'accent germanique, tout à la fois sadique et pathétique, souvent désigné comme l'ignoble Klakmuf, de son vrai nom Claquemuche, alias Klukmaf. Il est le rival de Furax dans le crime, mais il s'associera temporairement à lui au cours de la saison la Lumière qui éteint où il sera brièvement « prince de Morzy ».
- Merry Christmas (Professeur) : membre de l'Académie des Sciences, barbu et titulaire de la chaire de barbologie descriptive à la Sorbonne dans Malheur aux barbus, renommé Hardy-Petit par la suite
- Le professeur Hardy-Petit (Louis Blanche) : éminent scientifique, directeur de l'Institut d'électronique expérimentale et transcendantale, inventeur de l’extrapolateur de densité, alias Pr Merry Christmas. Par sa connaissance et son inventivité, il vient fréquemment au secours de Black et White comme de Socrate dans leur lutte contre Furax.
- Théo Courant (Claude Nicot) : jeune ingénieur en électronique, il assiste Hardy-Petit, il reprend la direction de l'Institut électronique après la démission de ce dernier. Alias M. X., ingénieur, inventeur du haut-parleur qui transmet à voix basse. D'abord fiancé à Carole Hardy-Petit, il l'épouse à l'issue de la deuxième saison.
- Carole Hardy-Petit (Édith Fontaine) : fille du professeur, fiancée puis épouse de Théo Courant. Alias Mme X.
- Pauline IV puis « Pauline V » (Pauline Carton) : la maharané de Sama-Koutra, pays rebaptisé Filékistan par les Babus. Alias Mme Arnika.
- Commissaire Alphonse Fouvreaux (Jean-Marie Amato) : directeur de la DDT, lancé à la poursuite de Furax.

### Personnages secondaires
- √7 : grand prêtre des Pignoufs, jardinier des illusions mystiques (Jean Carmet, Le gruyère qui tue)
- 38.5 : astronome pignouf
- 708 et 807 : agents de police à Morzy-les-Gaillardes
- Abonessian : Arménien, nettoyeur de tapis. Alias Asti Spumante
- Alahmod II Khan : prince, réside au palais de Tankyana-Versankor
- Adada : « auto-déducteur alternatif à disjonction automatique », le cerveau électronique à l'Institut national d'électronique expérimentale et transcendentale
- Aldo : domestique de la comtesse Rondibesco
- Alevou : ferrailleur qui loue un contre-torpilleur à Black, White, Théo et Furax pendant l'affaire du gruyère qui tue
- Alex : aide de M. Psaff
- Alexandre : fils de Furax et Malvina
- L'Ange mauve, dans Le fils de Furax.
- Arnac frères : antiquaires dans le faubourg Saint-Honoré
- Arnika (Mme) : voyante dans Malheur aux barbus, (alias Malvina)
- Arnika (Mme) : voyante dans Le boudin sacré, voir Pauline
- Arpétade (Vidame Jérémie d') : mécène en son château des Limaces à Pastagnac-Roubignac
- Arpétade (Yolande d') : fille du précédent, sensible aux charmes de Black et White
- Asbestos : tueur à la solde de Klakmuf
- Asphodèle : inspecteur de police à Orange
- Attilio : chauffeur du car Monte-Carlo-Nice
- Balutmaz : inspecteur principal de la P.J.
- Balpot (Dr) : psychiatre
- Bamagué : indigène du Tanganyika, chef du village employé par les Capitaine Bistalanouillemalajian
- Barbanon N.J. : client de l'hôtel Crado
- Barbaroux : gendarme de la gendarmerie de Saint-Affrique
- Barnabéa : Voir Tapioka
- Basgonzart, Antoine : Soumis, Alias : Cocodou-Labayat
- Bayadères de Tankyana-Versankor (Les) : Pastourma, Sakhâ-Chali, Babaye, la sultane Kouch-Sandra
- Bayswater : policier à l’aéroport d’Heathrow
- Bébert le timide : matelot
- Bélisaire : concierge de l’Institut d’électronique transcendentale
- Ben Intosh Pacha : voir Mac Intosh
- Bertrand (Monsieur Bertrand) : posticheur, fabricant de fausses barbes
- Bertrand : self-made dog policier
- Bexter Hamptonsheere, Horace : pilote d'hydravion
- Bighouse, Jerry : de l'Intelligence Service, alias agent Stormy Weather (Bernard Dumaine)
- Biglembiais : gendarme
- Blafard, Max : reporter à Paris-Canaille, mort par pendaison (Guy Piérauld)
- Bonneuil : pompier
- Bougnacredi : policier, subordonné de Tumelatume
- Bourbillon (Pr) : psychiatre à Sainte-Anne
- Boustefigues, Sophocle : gardien d'aéroport en Bretagne
- Boutriquet : inspecteur
- Brossarbourg : inspecteur promu commissaire principal à Courbevoie
- Broutechoux, Belphégor : directeur de la société Poudrilégumes à Hordicy-sur-l’Eure (Daniel Gélin dans le film)
- Brutos (Frère)  : Babu du Périgord, alias Frère Curieux.
- Cacornac (Mlle) : employée au laboratoire d'électronique
- Canak (Dr) : chirurgien esthétique
- Cancoillote : électricien, installateur d’enseignes au néon
- Canelonni : perceur de tapis à Tanger
- Carcapoil : inspecteur de la DDT, ancien de l’assistance publique, traître. Babu retourné par Socrate, piégé par un suppositoire à la nitroglycérine télécommandé. Alias CAR 22. (Lawrence Riesner)
- Carnajoux, Georgette : mère de Malvina
- Casbonbon, Victor : homme de main de Furax, faux témoin de toute confiance, déguisé en paysan normand dans Menace sur Tancarville. (Voir Trumeau)
- Casfur (Mister) : propriétaire de l'atoll Anatole (alias Furax)
- Caton : valet de chambre du professeur Hardy-Petit
- Chassi-Poulay (Pierre-Arnaud de) : fait une apparition symbolique dans chaque épisode de Signé Furax . Par exemple, Black et White habitent la rue Pierre-Arnaud de Chassy-Poulay, dans Le Gruyère qui tue, Pierre-Arnaud de Chassy-Poulay apparait dans la liste des soumis que lit le commissaire Socrate vers la fin de l'aventure.
- Chich-Khémoun : brahmane
- Chips : domestique de Lady Mac Sennett
- Claquemuche, Amélie : mère de Klakmuf
- Clignapouf, Saturnin : archiviste documentaliste, expert en monuments historiques
- Clodomir (Président) (Léo Campion) :  Pignouf (voir la section « Les Pignoufs », plus bas), président de la planète Astérix.
- Coco-la-châtaigne : matelot
- Cocodou-Labayat, Thomas : directeur de la centrale hydro-électrique de Morzy-les-Gaillardes alimentée par le Gouzy.  Il devient l'homme de main de Klakmuf contre son gré, à la suite d'une traitrise. Réplique récurrente : « Qu'est-ce que je suis faible… »  Alias : Coco-la-vache. (Pierre Laurent)
- Cocodou-Labayat, Jérôme : essayeur de sucettes
- Cocos et Poulot : les joyeux clowns des hôpitaux (Hardy-Petit et Bélisaire, puis Black et White)
- Codituvacucucaréguédaradamatsédalua : dentiste à Madagascar, place la dent explosive dans la bouche d'Asti
- Colin-Tampon (Dr) : directeur du Centre National des Sciences exactes
- Coriolan : escargot inspiré à coquille dextrogyre, et siffleur, de Maklouf
- Cornélius : complice de Furax, ancien quartier-maître sur les bananiers d’Afrique
- Costecalde, Auguste : inventeur, un des trois savants recrutés par Furax pour son projet grandiose de la lumière qui éteint. (Claude Dasset)
- Costecalde, César : ténor, parachutiste malgré lui, il devient le fiancé de Justine Fiotte, secrétaire du commissaire Socrate de la DDT. (Roger Carel)
- Cracra, Saturnin : pêcheur à Tarahuahua et meneur de grève
- Crachpartou Amédé : professeur de latin de seconde de Furax postillonnant beaucoup. Il est simplement évoqué pendant la guerre de Troie dans Le fils de Furax.
- Créature (Mme) : concierge
- Crémaillère (Mme) : patronne du bistrot du même nom
- Crochbin (Les époux) : épiciers, étranglés avec des lacets de réglisse
- Curieux (Frère) : Voir Frère Brutos.
- Cynorhodon : domestique du Préfet.
- Danlavallée, Alice : dite Alice le Soutier
- Danzac : comédien
- Mas Dafure : concierge de Cocodou-Labayat
- Détritus : employé de l'hôtel Crado
- Deux-Quatre-Six : agent d'accueil sur la planète Astérix
- Dieudonné : élève du Cours Sautrot.
- Dindron Philippe : voir Philodendron
- Douze-Huit-Quatre : clone de Six-Quatre-Deux
- Dubois (Mémé) : mémé de Furax
- Duboucq : président du R.O.S.B.I.F., Rassemblement Officiel du Syndicat des Barbus Français
- Ducien (Maître) : avocat de Concarneau, défenseur de Boustefigues
- Ducrouzeux : employé délateur de la centrale de Morzy, descendu par Cocodou la Baya sur l'ordre de Furax
- Dufflecoat : patron d'hôtel à Truchy-les-Mines
- Dupic : employé des services d'hygiène
- Ebst (Docteur) : entomologiste à Porto-Flipo, promoteur du plan M et aussi savant fou dans l'île d'Anjouan, promoteur du plan H comme Homard (Roger Carel)
- Einstein, Joseph : frère aîné d'Albert
- Epistémolo, Anatole : membre de l'A.A.A.A.A.
- Estaboufigues : fabricant de saucisses à Toulouse
- Estragon : livreur de poisson chez Potron fils
- Eugénie : Impératrice
- Euthymènes : originaire de Palavas-les-Flots, ancien garçon de café, ancien inspecteur de la P.J., le plus mauvais policier de Paris, époux de Pauline IV (François Chevais)
- Fabius (Sergent) : de la D.D.T. et tueur à l'occasion (Lawrence Riesner)
- Fafa : barman aux Éditions-Snack-Bar du Gouvernail
- Falconet : caissier de la banque U.B.A.B.
- Farfada : ouvrier de l'entreprise de T.P. Mongespied
- Fandepique (Mme) : couturière, témoin du duel entre Black et White
- Fauderche, Abel : inquiétant capitaine au strabisme divergent du sous-marin de poche Le Cafeteur (Georges Géret dans le film)
- Favallelli Max : alias Royal Max, verbicruciste
- Favut-Ravax (Edmond de) : alias Furax, élu académicien au siège de Mgr Trivial
- Fettucini, Amerig : ramoneur de volcans (voir Asti Spumante)
- Firmin, François, Félix, Fulbert, Fortuné, Flavio : conducteurs d’une caravane d’autobus conduisant 258 barbus vers Celcérébos en Espagne
- Flacnodrose : professeur de gruyère râpé à la faculté d'Emmenthal
- Flash, Mick : photographe pour Paris-Canaille
- Forceps (Mme) : sage-femme sous le Second Empire
- Frenchletter, Martin : client de l'hôtel Crado
- Freymal, Sam : inspecteur de Scotland Yard
- Frigo : sous-chef chaisier de Notre-Dame, alias Frollo
- Frogu: régisseur de l'opéra
- Frollo : voir Frigo
- Froidlachose, Victor et Julie : quincaillers de brouillon rue Mazo-de-La-Roche
- Froutt : parfumeur, créateur du sent-bon érotico-nocturne « Fufu »
- Fulvian : artisan, fabricant de faux Goudgouz
- Furasque, Sosthène de : grand-père de Furax
- Furasque (Vicomte de ) : seigneur de Pissebœuf et Tancarville, arrière-grand-père de Furax
- Fuscrobe : astronome à Château-du-Loir
- Fusgrove : inspecteur de la DDT
- Gastibelza : Babu, gardien de phare à Diego-Suarez
- Gaston la soupape : matelot
- Gardenia Jules : grand brahmane et Babu.
- Gavarni : belluaire et patron du cirque Gavarni
- Gergonsby, Marcel : père de Zippy Gergonsby, enlevé par les Babus
- Gergonsby, Zippy (Roger Carel) : fils du précédent. Connaissant le lieu de rendez-vous et l'hymne des Babus, il est enlevé par ceux-ci. Il demande à Black et White un spoutnik en chocolat en échange de certaines informations.
- Germaine (La grosse Germaine) : patronne de clinique à Yadupour
- Geschefte, Ernest : client de l'hôtel Crado
- Gigondas Favouille : faux déménageur au service de Klakmuf
- Gilbert la Châtaigne : entraîneur de boxe
- Glinglin : inspecteur de la P.J.
- Glouspic, Anatole  : trésorier de l'A.A.A.A.A., Association Amicale des Anatoles Anciens et A venir, empoisonné au curare à l'aide d'une pantoufle piégée par Carcapoil
- Glück : inspecteur de la police mondaine, collègue de Philatelli
- Glusboc (Commandant) : garde sur l'Atoll Anatole, remplacé par Théo Courant
- Glusboc : domestique du Pr  Ebst, indigène de l'île d'Anjouan étripé par un homard géant
- Goguelu : gendarme de la gendarmerie de Saint-Affrique
- Goguelu, Joseph : employé de ministère (L'enlèvement du Père Noël)
- Goguelu (Père) : ivrogne sous l'arc de Triomphe (XIXe siècle)
- Gomez : aide du Dr Ebst, dévoré par une araignée géante sur l'île de Karataka
- Gonflard, Amédée : chauffeur chez Poudrilégumes à Hordicy-sur-l’Eure (Pierre Mondy dans le film)
- Gortchakov  : général russe, présent à Sébastopol
- Gordeaux Paul : conférencier
- Goudoune, Etienne et Marcel : frères, spécialistes en disjoncteurs de la centrale de Morzy-les-Gaillardes (alias Black et White)
- Gougnafe
- Gouldebomme (Mme) : comptable et postière
- Grobide : gougnafier sur l'Atoll Anatole, alias White
- Grosmielleux : expert en faux proverbes (Navrante comédie des proverbes)
- Grougnache (Robert Verbeke) : brute épaisse, homme de main de Klakmuf. Sa réplique fétiche est « Je l'descends, patron ? » (Michel Constantin dans le film)
- Grumelot, Achille : inspecteur des services d'hygiène ( Jean-Marie Amato)
- Gubernatis : chauffeur à la fromagerie Glockenspiel
- Guégenschmoll : homme des troupes suisses du « colonel » Furax qui se sacrifie pour sauver Furax… et le monde
- Gugumus : gardien du drapeau de la Tour Eiffel, père de Malvina, chauffeur d'Asti Spumante
- Gugumus : soumis de l’institut d'électronique, responsable du cerveau électronique Adada
- Guiligouzi : inspecteur
- Guillaume d’Orange : commissaire
- Guillon, Marius : roi des rapides, champion du quart de tour, spécialiste du saucisson
- Gusby (Mage) : alias Furax
- Guspidigui : inspecteur de la P.J., subordonné du commissaire Socrate
- Gustavsen, Pilaf : jardinier suédois chez Tararpompon (voir Asti Spumante)
- GZBRHS : mystérieux envahisseurs venus d'une autre planète pour conquérir la Terre ; alliés des Babus
- Hardy-Petit, Célestine : mère de Carole
- Hentchisweet (Colonel) : supérieur de Jerry Bighouse
- Herbetendre : inspecteur de la DDT ; sous les ordres du commissaire Socrate, collègue de Carcapoil (Robert Frantz)
- Hickxe, M. et Mme X. : alias Théo et Carole Courant
- Hortense : femme de ménage du Pr Costecalde
- Hounhounaskerschmirt (Mme) : marchande de peaux de zébus en Abyssinie
- Jacadiz (Capitaine) : commandant du cargo Carmen-Tessier
- Jamougnac : pompiste babu
- Jarnac, Olivier : juge d'instruction
- Jeejeeboy (Francis Blanche) : factotum de la Maharané, analphabète, peu intelligent mais ayant parfois de bonnes idées
- Jicki : chien transformé en pâté sur l'atoll Anatole
- Jojo-le-radar : cambrioleur
- Jojo-le-diplomate : matelot
- Jolipif : cultivateur de gougnafes sur l'atoll Anatole, alias Black
- Jolipont (Célestin) : brigadier, ancien taxi parisien, douanier au Pakistan
- Jugulose : subordonné du commissaire Socrate
- Jugulose, Narcisse : dit Juju-la-praline, chocolatier
- Jules (Monsieur) : hôtesse de l’air
- Julien-le-venimeux : matelot
- Justin, puis Jules : valet de chambre du Pr Christmas
- Kapok : secrétaire de l'ambassade du Filékistan à Porto-Flipo (Honduras portugais)
- Klukmaf, Léon : client de l'Hôtel Crado, alias Klakmuf
- Kouglof : faussaire en proverbes à Puddingstadt, en Suisse (Roger Carel)  (Navrante comédie des proverbes)
- Kraspett et Kradeau : spécialistes en sables
- Laschtrock : tripier
- Lazuli (Dr) : psychiatre de Tassin-la-Demi-Lune
- Le Barbouzier : membre du R.O.S.B.I.F.
- Le Morveux : employé des services d'hygiène
- Léon-Léon : conservateur de l’obélisque de la place de la Concorde
- Leroidais, Jean-François-Louis-Philippe :  reporter à Europe no 12
- Leroidé, Alexandre né Tunoulaï : embaumeur professionnel qui embaume le gros orteil de Furax dans Le fils de Furax
- Lolo-la-vache : matelot
- Loriot : jardinier à Montfort-l'Amaury
- Lydie la Bonbonne : cantinière
- Mac Intosh Ralph : taxi parisien
- Mac Intosh Ralph : plombier, père de Ralph Mac Intosh
- Mac Mahon : général du Second Empire, présent à Sébastopol, surnom Mac (« c'est comme ça qu'on l'appelle à Pigalle »)
- Mac Sennett, Lionel et Myriam : enfants farceurs
- Nathalie Mac Sennett (Milady) : au manoir de Five o’Clock à Chichipow Hill, épouse de Merry Christmas, une des deux mères de Carole
- Maklouf : (Jean-Marie Amato) vieux sage babu, membre du Conseil suprême ; réfugié dans le désert de Hénini, versé dans les traditions de la secte, pratique la divination grâce à Coriolan, un escargot à coquille dextrogyre, et accompagne parfois, bien malgré lui, le « frère babu Klakmuf »
- Manontroppo, Allegro : alias Asti Spumante
- Marc : acteur dans le rôle de Ralph Mac Intosh
- Margoulin, Eustache : récupérateur, entrepreneur de démolitions
- Martin : âne de Mémé Dubois
- Marylin : inspecteur de la P.J.
- Médor : charcutier gaucher à Lyon
- Ménélas : inspecteur de police à Orange
- Merle : jardinier à Montfort-l'Amaury
- Minestrone, Laetitia : alias Asti Spumante, gouvernante de Black et White
- Minestrone, Moscato : alias Asti Spumante
- Ministre des Ponts et Viaducs, dans Menace sur Tancarville
- Momo : faux indigène de Tarahuahua, alias Champot Maurice
- Mongaillard : commandant de la B.M.C.
- Mongaillard : colonel des services secrets du Pacifique, frère du précédent
- Mongespied : entrepreneur de travaux publics
- Morceau Hilaire: professeur de banditisme appliqué au Cours Sautrot à Voincennes
- Moreau-Défunt (Dr) : médecin légiste de la DDT
- Moreau-Petit (Dr) : spécialiste du sanglot sec (Trafic de larmes)
- Moreau-Petit (Dr) : docteur qui soigne le gros orteil de Furax en le remplaçant par celui de Malvina durant une greffe surprise (Le fils de Furax)
- Mortimer : homme de main de Furax dans l'affaire de la lumière qui éteint
- Moshmosh, Grégory  (Roger Carel) : savant babu allié de Furax, inventeur de la lumière qui éteint et du dôme de protection en cosmiglass entourant l'atoll Anatole (troisième saison) ; interprété par le scientifique Jacques Bergier pendant quelques épisodes puis par Roger Carel
- Moshmosh, Hugo : frère du précédent, mathématicien albanais naturalisé estonien
- Mostel et Turbot : traiteurs
- Mouillefarine, Laetitia : antiquaire à Diego-Suarez
- Moulin-Gazay (Dr) : médecin-chef de la clinique des Orchidées
- Napoléon III : empereur
- Niel : général du Second Empire, aide de camp de l'empereur
- Nuf-Nuf : indigène de Fort-Coco
- Off (Professeur) : cristallographe à Bougival
- O'Klusten : Babu, gardien de Zippy
- O'Klusten, Joseph : garçon coiffeur au 22 bis rue Brise-Miche, assassiné dans les locaux de la P.J.
- Oliver, Raymond : cuisinier sur le cargo Carmen-Tessier
- Opoponax : agent de police parisien
- Oscar : aide de l’horrible M. Psaff
- Oun-Oun : pêcheur indigène sur la barcasse la Grosse Mémé, dans l’île de Tarahuahua
- Paudemurge, Anatole  : membre de l'A.A.A.A.A.
- Paudemurge, Agnès  : reporter au Soir de Paris
- Pechmelcroz : accordeur de ponts suspendus (Menace sur Tancarville)
- Pechmelcroz : inspecteur de police
- Pélissier : général du Second Empire
- Perasse Péradastra : infirmier à sainte-Anne
- Père Noël : (Louis Blanche)
- Philatelli : inspecteur de la police mondaine, collègue de Glück
- Philodendron, Plouc, dit Philo, dit Philippe Dindron : majordome de Jérémie d’Arpétade, puis de Furax à partir du Gruyère qui tue , ancien chiropracteur (Jean-Paul Thomas)
- Phlox : jardinier de Furax
- Pignoufs : habitants de la planète Astérix qui se reproduisent par scissiparité
- Pistalanouille-Maladjian : fausse entreprise de nettoyage
- Pistalanouille-Maladjian : capitaine du cargo Paul Gordeaux (ex-cargo de Bourgogne)
- Pitoiseau, Julien : mitraillé par les Babus (Bernard Dumaine)
- Pitoiseau, Alfred : Babu, frère du précédent (Bernard Dumaine)
- Pivolo : matelot sur le cargo Carmen-Tessier
- Pizzicato Pizza (Dr)
- Pliant (Maître) : avocat d'Americo Fettucini
- Porridge (Rear-Admiral)
- Poupoute : jardinier en gougnafes sur l'atoll Anatole, alias Asti Spumante
- Psaff : conservateur du Musée d’art futur et de son moulin à poivre, banni par les Babus puis réincarcéré, avant d'être assassiné par Valmani (alias Malvina)
- Puidamour Adèle : pâtissière, patronne de la pâtisserie préférée d'Alexis Carnajoux, près du square
- Pumpernickel : habitant français de l’île de Benbecula en Écosse
- Raphaël : concierge de Poudrilégumes
- Raymond-la-seringue : matelot
- Résina (Abbé) : masseur de Furax au château des Limaces (Navrante comédie des proverbes)
- Richard, Jean : directeur de cirque et acteur dans Chéri-Bibi
- Rigatopoulos : matelot sur la Carmen-Tessier
- Rigouillis : astronome à Château-du-Loir
- Rigzebel : alias de Furax
- Robespierre : chauffeur du Dr Igor Sokolodovenko
- Rondibesco (Comtesse) : soumise, alias Malvina
- Roussette : vache de Mémé Dubois
- Saint-Jules (Mme) : marchande de souvenirs et bibelots à Diego-Suarez, À la coquille Saint-Jules
- Saintouen : expert en saucisson, avenue de Clichy
- Salcomble, Léopold  : client de l'hôtel Crado
- Salingue, Isidore : patron de l'hôtel Crado, rue des Poubelles-Saint-Germain
- Homo Sapiens : professeur désagrégé de la Faculté de géologie, vice-président de la Société Fermière pour l’exploitation rationnelle des grands sédiments européens
- Sautrot (Dr) : directeur du Cours Sautrot à Vincennes (école de gredins)
- Schmoll le Gras : député de Seine-et-Loire (Jean-Marc Thibault dans le film)
- Simpson : général présent à Sébastopol
- Six-Quatre-Deux : agent d'accueil sur la planète Astérix
- Sokolodovenko, Igor (Dr) : chirurgien esthétique (Roger Carel dans le film)
- Sokolodovenko (Pr) : insulologue, spécialiste des indigènes larmoyants de l'île de Hi-Hi-Gnan-Gnan, à mi-chemin de l'Île de Pâques et de l'île de la Trinité  (Trafic de larmes)
- Sol Camille (Dr) : psychiatre à Sainte-Anne
- Spumante, Géronimo : pizzaïolo rue des Canettes, cousin d’Asti Spumante
- Stramgram, William : client de l'hôtel Crado
- Sulpifax : élève du Cours Sautrot
- Tapioka : la belle du Bengale, petite amie d'Asti Spumante et charmeuse de tortues, alias Barnabéa
- Tararpompon, Victor-Emile : de Villedieu-La-Belle-Église, client des détectives Black et White
- Tararpompon (Pr) : professeur de physique ondulatoire et masseur aux ultra-sons (Menace sur Tancarville)
- Tartachoux, Kiki : copain de Zippy Gergonsby
- Tartachoux, Mérovée : père de Kiki
- Torotoponian : tailleur rue du Dr Soubiran
- Toto l’Arménien : mauvais garçon
- Totoche : oie de Mémé Dubois
- Tournedisque, Jo : boxeur
- Transport, Fred : reporter à la radio française (Jean Poiret)
- Trente-Sept-Deux : domestique du Président Clodomir
- Tringlart : inspecteur de la P.J.
- Truffemolle : policier de Napoléon III
- Trumeau (Père) : paysan normand
- Tumelatume : préfet du palais, chef de la police sous le règne des Babus, ministre de Sa Sérénité Pauline IV à Sama Koutra, il trahit la maharané Pauline IV, puis les Babus. Alias « l'honorable Tumelatume ». (Roger Carel)
- Valmani : servante du Sâr Xaruf ; alias Malvina
- Vandervalle, Joséphine : dite Zizi-la-Bonbonne, « la gonzesse à O’Klusten »
- Van Peeretmersch, Léopold : cruciverbiste, hôte du chef des GZBRHS (Roger Carel)
- Vasgonzart, Antoine : patron du bistrot de Morzy « Au rendez-vous des kilowatts »
- Vasgonzart : assistant du professeur Hardy-Petit
- Vazimolo : sonneur de Notre-Dame
- Vatfaire : envoyé du ministre à l'inauguration de la centrale de Morzy
- Verboten, Herman : client de l'hôtel Crado
- Vivace, Allegro : ténor barbu
- Vobiscum : sous-directeur à la direction des autorisations difficiles
- Weather, Stormy : agent de l'Intelligence Service (voir Bighouse)
- Yan (le) : ami de Black et White et promoteur de la salade française, finance Black et White dans l'affaire du gruyère qui tue
- Yatakamé, Kikoyuto  : pêcheur japonais
- Zbr (Mme) : tenancière de café maure en Abyssinie
- Zozo : directeur de la police nationale d’Abyssinie

## Géographie imaginaire
- Gouzy (le) : fleuve français traversant Morzy-la-Gaillarde et alimentant une centrale hydroélectrique. Fleuve « historique » car franchi un jour par Louis XV, sa gestion dépend du ministère des Beaux-Arts.
- Morzy-les-Gaillardes : commune française de Seine-et-Loire.
- Châtillon-sous-Meudon : commune française, où se situe l'Institut national d'électronique.
- HordIcy-sur-l'Eure : commune où se trouve l'usine de la firme Poudrilégumes, spécialisée dans la miniaturisation des légumes (saison le Boudin sacré).
- Pastagnac-Roubignac : célèbre commune du Périgord où se trouve le château des Limaces.
- Meuse-et-Loire : département français.
- Meyzin-Peutard : commune du Jura où séjournèrent un moment Furax et Malvina (saison Le Gruyère qui tue).
- Sama Kutra : (prononcer Koutra) royaume du sous-continent indien sur lequel règne la Maharané Pauline IV (puis « Pauline V »). Il est gouverné par Tumelatume. Lorsque la secte des Babus s'empare du pouvoir et renverse Pauline IV, le pays est rebaptisé Filékistan par les Babus pour une période de quelques années, avant de redevenir le Sama Kutra.
- Yadupour : capitale du Sama Kutra puis du Filékistan.
- Astérix : planète peuplée par les Pignoufs (sans aucun rapport avec la série de bande dessinée créée en 1959 par René Goscinny et Albert Uderzo dans Pilote).
- L’atoll Anatole : atoll du Pacifique ayant été transformé par Edmond Furax et ses savants en base interstellaire dans La Lumière qui éteint. Des indigènes appelés les « gougniafiers » y pratiquent la culture de la gougniafe, fruit très apprécié de Klakmuf, et dont la taille peut atteindre celle d'un homme.

### Bâtiments importants
- La centrale hydroélectrique de Morzy-les-Gaillardes : centrale électrique à Morzy-les-Gaillardes fonctionnant grâce au Gouzi, servant dans La Lumière qui éteint de point de diffusion de la lumière bleue dans la zone indigo. (voir "Gouzi (le)" dans "Géographie imaginaire")

- Le rendez-vous des kilowatts : café faisant face à la centrale hydroélectrique de Morzy-les-Gaillardes dirigé par Antoine Vasgonzart, puis à sa mort, par son frère.

### Institutions, organisations, sectes…
- DDT (Défense divisionnaire du territoire) : créé par Fouvreaux, cet organisme est indépendant de la police.
- Institut national d'électronique expérimentale et transcendantale: situé à Châtillon-sous-Meudon, il est dirigé par le professeur Hardy-Petit.
- Musée d'Art futur : situé rue du Colonel-Canetti[17].
- L'Union bancaire autonome de bourse (UBAB) : banque située à Paris, à l'angle des rues Saint-Jacques et Gay-Lussac, il s'agit en réalité du quartier général français des Babus. Le bâtiment sera détruit dans une explosion déclenchée par les Babus eux-mêmes après la découverte de leur repaire par Black et White. Son acronyme lu à l'envers forme le mot BABU.
- Babus (les) : il s’agit d'une redoutable secte formée par les adorateurs du boudin sacré : le Goudgouz. Les Babus sont partout et leur mot de passe est « chaviro »[18]. Leur but est la domination du monde. Ils sont dirigés par le conseil suprême des Babus. Un profond mystère plane autour de l'existence de leur chef spirituel, le Grand Babu, qui n'apparaît qu'une fois par an, le 4 mai, à l'occasion des fêtes du Mastarapion. Il est choisi par le conseil des Babus selon des critères très stricts : il doit être du signe du Capricorne, né une année de paix, et avoir été conçu par une nuit de nouvelle lune au moment des fêtes du Mastarapion. Lors de cérémonies secrètes, les Babus entonnent leur hymne sacré :

Tout le monde y pue,

Y sent la charogne,

Y a que l'grand Babu

Qui sent l'eau d'cologne

Tout le monde y pue,

Y fait mal au cœur,

Y a que l'grand Babu qu'a la bonne odeur
Suivi de :
Des figues des bananes des noix,

Des noix des bananes des figues
Répété un certain nombre de fois.
- Néo-Babus (les) : secte concurrente des Babus, à qui elle conteste sa légitimité. Elle est dirigée par le sar Xaruf.
- Intelligence Service (l') : agence de services secrets anglaise et employeur de Jerry Bighouse.

### Évènement annuel important
- Les fêtes du Mastarapion : fête babu se déroulant le 4 mai. Seul jour où les Babus fanatiques verront apparaître le grand Babu. La journée se déroule comme suit : avant l'arrivée du grand Babu, tous les habitants de Yadupour (Filékistan) devront être chez eux, volets fermés, des gardes patrouillent armés d'une mitraillette et tirent à vue car personne ne doit apercevoir le grand Babu avant le commencement des festivités. Le grand Babu monte les marches qui mènent au siège du conseil suprême et tirera un coup de canon pour commencer la fête. Les fêtes du Mastarapion sont maquillées sous le règne de sa sérénité Pauline IV et V sous le nom de « Foire à la bretelle ».

### Les Pignoufs
Les Pignoufs sont les habitants de la planète Astérix. Ils apparaissent dans La Lumière qui éteint  et Le Gruyère qui tue.

#### Astérix
Présidée par Clodomir, Astérix est la planète sur laquelle vivent les Pignoufs, et une des deux seules planètes à avoir repoussé l'invasion des Gzbrhs, la deuxième étant la Terre. Sur Astérix, les secrets n'existent pas plus que l'envie, la jalousie ou l'amour, et les choses ne sont présentes que lorsque l'on a besoin de les voir. L'atmosphère d'Astérix est constituée de telle manière que l'air de la planète est non seulement respirable pour des Terriens, mais constitue pour eux une nourriture qui fait que des humains sur Astérix n'ont absolument pas besoin de manger. En revanche, la nourriture consommée sur Astérix donne faim aux habitants de la Terre.

#### L'anatomie des Pignoufs
Les Pignoufs sont constitués comme les humains à quelques différences près. Ils ont un troisième œil derrière la tête, une bouche au niveau de la table pour manger tout en continuant de parler, et un nez dans la poche pour se moucher discrètement. Ils n'ont également pas de colonne vertébrale. De plus, les Pignoufs se reproduisent par scissiparité dans un endroit appelé la Parerie Centrale, sorte de grande falaise parsemée de galeries. Les humains peuvent eux aussi se dédoubler dans la Parerie comme l'a fait Jerry Bighouse, l'astronaute britannique de l'Intelligence Service. Si la nourriture des Pignoufs affame les humains, la nourriture humaine donne faim aux Pignoufs.

#### Polypolis
Polypolis est la ville principale d'Astérix, elle se trouve à proximité de la Parerie et est dirigée par le paisible Président Clodomir. Polypolis est constituée d'un centre ville et de petites fermes aux alentours. Polypolis est également très avancée au niveau scientifique et technologique et la religion y a depuis longtemps disparu.

#### Coutumes
Chez les Pignoufs, ce que les humains appellent étrangler est une marque d'amitié. Plus la marque rouge dure longtemps, plus l'amitié est grande. Les Pignoufs appellent cela « faire un collier de chair ».

### Les Gzbrhs
Les Gzbrhs, les « pirates de la Galaxie », sont des extraterrestres agressifs sans aucun rapport physique avec les humains. Sortes de mollusques invertébrés, ils ne peuvent vivre que dans le gruyère ou en infestant le corps d'une autre espèce dont ils prennent alors le contrôle total. Ils ont ainsi conquis des dizaines de mondes sauf celui des Pignoufs qui les ont repoussés. L'invasion de la Terre est commencée. Malvina, la femme de Furax, est une de leurs premières victimes. Le chef des Gzbrhs a pris le corps d'un Belge à l'accent caricatural, Léopold Van Pere-Etmersch : « Le chef des Gzbrhs, ça est moi ! ». Les Babus ont pris le parti des Gzbrhs en espérant, à tort, en tirer profit. La Terre passe tout près du désastre. Elle est sauvée par les Pignoufs qui révèlent à Black, White et Furax qu'il existe contre les Gzbrhs une arme absolue : des bombes au parmesan, qui les tuent aussi radicalement que le gruyère les fait vivre, car « le parmesan, c'est le contraire du gruyère ».
Les Gzbrhs font irrésistiblement penser aux envahisseurs de Robert Heinlein (Marionnettes humaines, traduction française Gallimard, 1954) ou encore plus aux Profanateurs de sépulture (traduction grotesque mais entrée dans l'histoire), les Body Snatchers, les « Voleurs de corps » du film de Don Siegel (1956), d'après un roman de Jack Finney (1955). Comme le Gruyère qui tue est très postérieur aux deux sources citées, il est possible, sans preuve décisive, que Pierre Dac et Francis Blanche s'en soient inspirés, en transposant l'horreur en mode burlesque.

## Le phénomène Furax
Plusieurs générations d'auditeurs se sont retrouvées autour du transistor pour écouter les épisodes de cette série délirante, écrite par Pierre Dac et Francis Blanche, interprétée par les plus prestigieux comédiens des années 1950-60. En mai 1957 Guy Mollet, président du Conseil, alors qu'il venait d'annoncer à la presse la démission de son gouvernement, a déclaré : « Messieurs, je dois vous quitter, c'est l'heure de Signé Furax. »
En mars 1959, le sociologue Edgar Morin, dans la revue La NEF (no 26), consacre au phénomène un long article :

« Je tiens Furax pour une œuvre géniale, pour la grande Iliade du siècle de l'humour. […] Je vois dans Furax une intégration parfaite de l'épopée et de la parodie ; la parodie ne détruit pas le souffle et le souffle épique est emporté par une prodigieuse bouffonnerie. C'est bien plus que du Sapeur Camember ou du Tintin. C'est du Pantagruel à la sauce Hellzapoppin et au rythme électronique. »

## La publication deSigné Furax
Signé Furax a été édité initialement sous forme de cassettes audio par la société Ofredia dans les années 1980. Le travail s’interrompit au 800e épisode (au cours de la deuxième partie de La lumière qui éteint) après la faillite de l’éditeur. 
La première saison, Malheur aux barbus, n'a jamais été éditée. Il semble que l'INA en ait égaré les archives pendant des années. 
Les saisons suivantes du feuilleton ont été éditées sous forme de coffrets de 15 CD chacun à partir de 2002 (saisons 2, 3 et 4), par les éditions EPM sous la direction de Pierre-Arnaud de Chassy-Poulay et de Jacques Pessis. La perte ou le mauvais état de certaines bandes magnétiques des enregistrements ont empêché la parution de toutes les saisons en CD. Certains passages sont d'ailleurs manquants dans les saisons parues en CD (dans Le gruyère qui tue, par exemple), mais ne nuisent pas à la compréhension de l'histoire. Par ailleurs des passages jugés comme étant des longueurs, des répétitions ou des allusions à l'actualité devenues obscures ont été supprimés lors des enregistrements sur CD pour permettre l'adaptation en 15 CD des épisodes par Pierre-Arnaud de Chassy-Poulay. Toutefois, certains amateurs regrettent les coupes effectuées, estimant que l'esprit du feuilleton y perd ce que l'intrigue gagne en lisibilité.[réf. nécessaire]
Les Fabuleux Méfaits de Furax ont fait l'objet d'une réédition en un coffret de deux CD, en 2005, toujours par EPM.

## Adaptations

### Bande dessinée
Dessinée par Henry Blanc, une adaptation sous forme de bandes quotidiennes est proposée à partir du 25 février 1957 jusqu’en septembre 1960 dans France-Soir. Cette adaptation est faite par Roger Mallat sous la direction de Paul Gordeaux, auteur des bandes dessinées Les Amours célèbres  et Le crime ne paie pas, critique dramatique et directeur littéraire de France-Soir, qui en confie l’essentiel à Roger Mallat. En tout, 1 174 bandes parurent.
Les éditions Pressibus en ont édité l’intégralité en album : 
Les Monuments volés - correspond au Boudin Sacré (1-255), La Lumière qui éteint (256-571), Le Gruyère qui tue (572-920), le Fils de Furax (921-1174) en 1995 puis 1999.
Le nom « Astérix » apparait dans toutes les adaptations de Furax sans qu'il n'existe aucun rapport connu avec le petit guerrier gaulois. Le nom « Furax » apparait dans l'album Astérix chez les Bretons, mais sans que le personnage désigné par ce nom (un aubergiste) n'apparaisse physiquement[réf. nécessaire].

### Novélisation
Pierre Dac et Francis Blanche adaptèrent leurs scripts radio en romans pour les éditions Martel en 1952 et 1953. Ces titres correspondent à la première saison diffusée sur la chaîne parisienne. Sont alors parus : 
- Malheur aux barbus
- Confession de Furax
- Mangez de la salade
- Les Barbus de l’espace

De 1970 à 1976 parut une seconde série de romans basés sur les saisons 2, 3 et 4, fruit du travail de Pierre Dac et Henri Marc. Ils ont été publiés à la fois en six formats livre de poche (numérotés de 1 à 6) et en trois grands formats (l'édition tardive et unique de Le Gruyère qui tue serait due à la maladie et au décès de Pierre Dac le 9 février 1975) :
- saison 2 :
  - 1- Le Boudin sacré (Publications premières, 1971, (BNF 35111170)) réédité deux fois en 1981 par Jean-Claude Lattès avec, en couverture, l'affiche dessinée du film puis une photo du film.
  - 2- Malheur aux Babus (Publications premières, 1971, (BNF 35121252)) (à ne pas confondre avec Malheur aux barbus, titre de la saison 1)
  - 3- Crimée... châtiment ! (Publications premières, 1971, (BNF 35124219))
  - Signé Furax (Publications premières et Jean-Claude Lattès, 1971, (BNF 35111171)) regroupant les trois épisodes ci-dessus
- saison 3 :
  - 4- La Lumière qui éteint (Publications premières, 1972, (BNF 35127620))
  - 5- M comme (Publications premières, 1972, (BNF 41625813))
  - 6- L’Atoll Anatole (Publications premières, 1972)
  - Signé Furax et les autres (Publications premières et Jean-Claude Lattès, 1972 (BNF 35120828)) regroupant les trois épisodes ci-dessus
- saison 4 :
  - Le Gruyère qui tue (Jean-Claude Lattès, 1976, (BNF 34702370))

Jacques Pessis a effectué un travail de publication des scripts des trois premières saisons, éditées en version expurgée sous leurs titres originaux par les éditions Omnibus en 2010, 2015 et 2016.

### Feuilleton radiophonique (2013 à 2016)
Jacques Pessis adaptera son travail sur Malheur aux barbus aux éditions Omnibus sous la forme d'un feuilleton radiophonique (encore plus condensé) redécoupé en trois saisons de quinze épisodes de sept minutes. Ces épisodes ont été diffusés du 16 décembre 2013 au 3 janvier 2014, puis du 12 au 30 janvier 2015, et enfin du 24 octobre au 11 novembre 2016 sur l'antenne de France Culture (seuls les épisodes de 2016 y sont encore disponibles à l'écoute).

### Adaptation cinématographique
Signé Furax est un film de Marc Simenon sorti 1981, le 1er avril, avec Bernard Haller dans le rôle du commissaire Fouvreaux. Il s'agit d'une adaptation simplifiée du Boudin sacré imposée par le métrage du film (1 h 30), mais fidèle à l'esprit de l'œuvre.

### Musique
En 1981, un disque 45 t. est paru chez Philips intitulé Reggae Babu extrait du film de Marc Simenon. Les paroles reprennent l'hymne des Babus.